# Wasa Express (album)
Wasa Express är debutalbumet till jazzrockgruppen med samma namn.

## Låtlista
1. "January Man" - 4:32
2. "Son Of A Peach" - 4:04
3. "Masseur" - 3:40
4. "Doing The Kopraal" - 4:02
5. "Woog-Boog" - 2:18
6. "Cadillac" - 2:22
7. "New Tuna" - 6:40
8. "Brother Wet" - 3:20
9. "Mr Curry" - 5:21
10. "Adventure" - 2:06